# Šuani (film)
Šuani (v originále Chouans !) je francouzský historický film z roku 1988, který režíroval Philippe de Broca. Film byl inspirován románem Honoré de Balzaca z roku 1829 Les Chouans. Snímek měl světovou premiéru 23. března 1988.

## Děj
Film popisuje příběh šlechtické osvícenské rodiny hraběte Saviniena de Kerfadec během povstání šuanů na venkově ve Vendée a Bretani a jeho tří dětí ve víru Francouzské revoluce.
Tarquin, kterého se hrabě Kerfadec ujal, když mu bylo deset let, je odhodlaný republikán. Aurèle je legitimní syn hraběte, pro něhož je naopak zásadní obrana monarchie.
Během povstání stojí proti sobě nejen jako političtí protivníci, ale také kvůli lásce ke krásné Céline, mladé ženě, které se coby dítěte Kerfadec také ujal a vychoval spolu s nimi.

## Obsazení
| Philippe Noiret        | hrabě Savinien de Kerfadec                   |
| Sophie Marceau         | Céline                                       |
| Lambert Wilson         | Tarquin Larmor                               |
| Stéphane Freiss        | Aurèle de Kerfadec                           |
| Jean-Pierre Cassel     | baron de Tiffauges                           |
| Charlotte de Turckheim | markýza Olympe de Saint-Gildas               |
| Raoul Billerey         | Grospierre                                   |
| Roger Dumas            | Bouchard                                     |
| Jean Parédès           | kaplan                                       |
| Claudine Delvaux       | Jeanne                                       |
| Isabelle Gélinas       | Viviane                                      |
| Jacques Herlin         | markýz de Saint-Gildas                       |
| Jacques Jouanneau      | Blaise                                       |
| Maxime Leroux          | kněz odmítající ústavu                       |
| Vincent Schmitt        | Loïc                                         |
| Luc-Antoine Diquéro    | seržant Pierrot                              |
| Jean Zaluski           | Ludvík XVI.                                  |
| Jacqueline Doyen       | abatyše Adélaïde de Kerfadec, sestra hraběte |
| Vincent de Bouard      | Yvon, syn Grospierra                         |